# کوه گوانگدئوکان
کوه گوانگدئوکان (به لاتین: Gwangdeoksan) یک کوه است که در کره جنوبی واقع شده‌است. کوه گوانگدئوکان ۱٬۰۴۶ متر بالاتر از سطح دریا واقع شده‌است.